# Кёрбер, Бернгард Августович
Бе́рнгард А́вгустович фон Кёрбер (нем. Bernhard Eduard Otto v. Körber; 1 июня (20 мая) 1837, Вынну — 31 (18) мая 1915, Юрьев) — российский военно-морской врач, гигиенист, судебный медик, микробиолог; Доктор медицины, профессор кафедры Государственного врачебноведения медицинского факультета Императорского Дерптского университета.
Организатор институтов судебной медицины и гигиены с микробиологией при Дерптском университете.
Потомственный дворянин, действительный статский советник, представитель немецко-балтийского духовно-аристократического рода Körber.
Евангелическо-лютеранского вероисповедания.

## Биография
Оказавшись старшим сыном в семье теолога Людвига Августа Кёрбер и его жены Хелены Элизабеты (урожд. Ген), Бернгард родился в селении Вынну одноимённой волости Лифляндской губернии, в доме своего деда, местного пастора Эдуарда Филиппа Кёрбера. На протяжении девяти поколений, начиная с одного из первых реформаторских богословов, сподвижника Мартина Лютера пастора Отто Корбера, все старшие мальчики в семье становились евангелическо-лютеранскими пасторами. По устоявшейся традиции судьба протестантского священника ожидала и юного Бернгарда.
Тем не менее, вопреки завещанию деда, окончив в 1856 году Дерптскую гимназию он поступил на медицинский факультет Дерптского университета, он защитил в ней в 1861 году диссертацию на звание доктора медицины «Beiträge zur Kenntniss des Ueberganges der Kalk- und Magnesiasalze ins Blut», которая была посвящена исследованию обмена кальция и магния и получила высокую оценку учёного совета университета.
Согласно восемнадцатому параграфу «Плана университета» Дерпта, утверждённого ещё императором Павлом I, все его выпускники в обязательном порядке принимались в «гражданскую службу». По этой причине, пройдя полугодовую стажировку ассистентом университетской клиники, Б. Кёрбер в августе 1861 года был определён на службу врачом по Министерству государственных имуществ Дерпт-Верроского округа. Став практикующим врачом, Бернгард одновременно занялся активной научной деятельностью и оказался пионером в области применения методов статистического анализа к решению медико-социальных задач. Уже в 1864 году результаты его исследований рождаемости, природы заболеваемости новорождённых и детской смертности в зависимости от социального статуса и вероисповедания семьи, полученные на значительном фактическом материале четырёх пасторатов округа, были опубликованы в его первой монографии «Биостатик».

### Служба в Российском императорском флоте

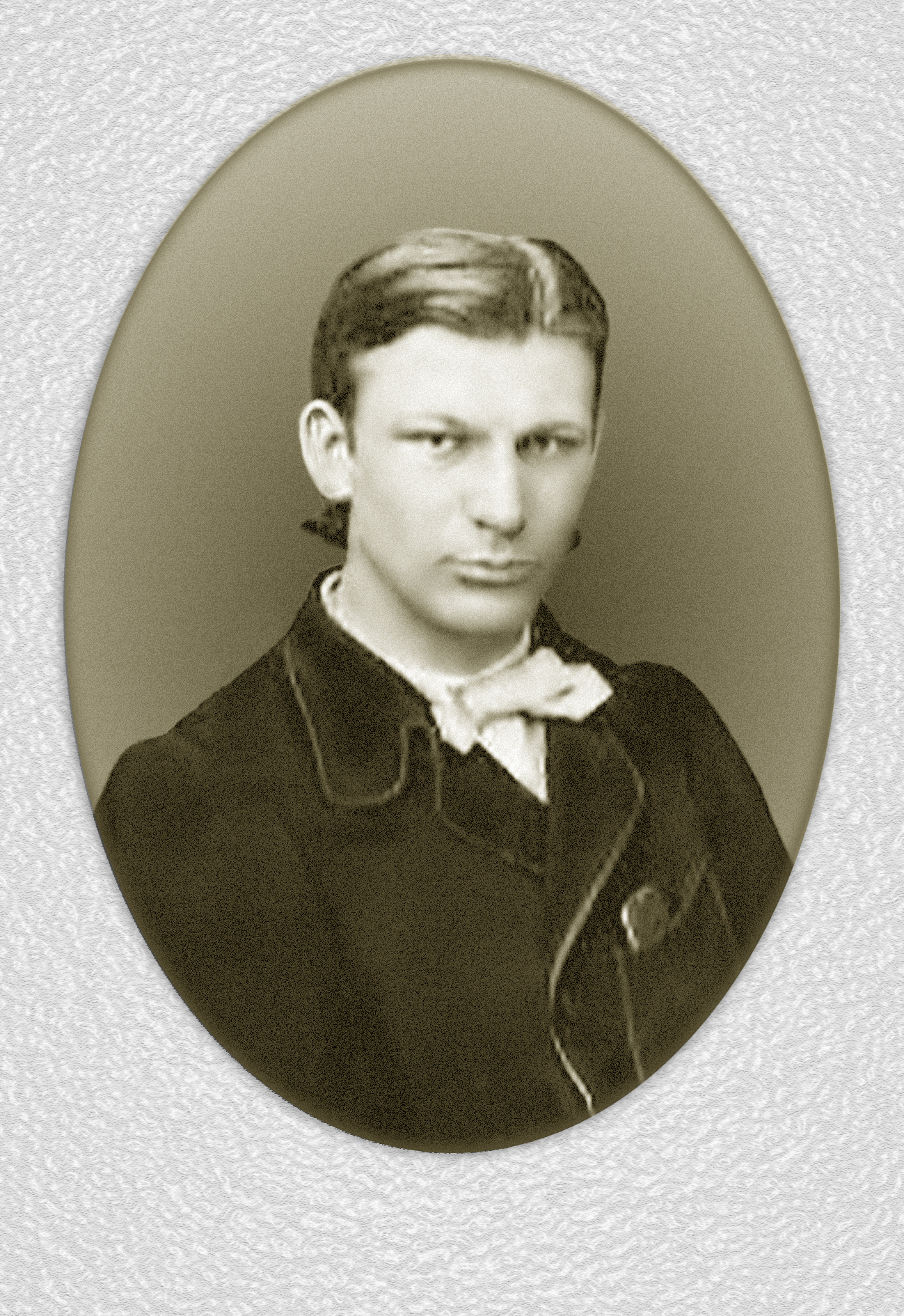
Доктор медицины Б. А. Кёрбер в первый год флотской службы

Осенью 1864 года Бернгард Августович (так он стал называться за пределами Лифляндии) получил назначение в Морское ведомство. Он был принят младшим ординатором Кронштадтского военно-морского госпиталя и вскоре судовым врачом фрегата «Светлана», совершил своё первое заграничное плавание в Тихий океан. После возвращения в Петербург Б. Кёрбер в 1868 году был направлен в двухгодичную командировку в Великобританию с целью изучения порядка призыва рекрутов и санитарное обеспечение на Королевском военно-морском флоте.
Следующая командировка а рубеж последовала уже 5 сентября 1870 года. В числе трёх российских врачей (М. Лукин, К. Гольбек, Б. Кёрбер) был направлен во Францию медицинским наблюдателем на Франко-прусскую войну. На протяжении всей кампании, которая продолжалась почти год, русские врачи рядом с французскими коллегами оказывали медицинскую помощь раненым. Кёрбер был назначен в первый санитарный отряд V корпуса, где пользовался репутацией умелого хирурга, и способного организатора. Германский император Вильгельм I за оказание медицинской помощи раненым и больным во время военных действий пожаловал надворному советнику Керберу бронзовую медаль для ношения в петлице. После заключения 28 января 1871 года перемирия Б. Кёрбер оказался в Париже, где стал невольным свидетелем событий, которые вошли в историю под названием Парижской коммуны. Свой долг врача он исполнял и здесь, но 72 дня «диктатуры пролетариата» запомнил надолго.
После поражения Франции Бернгард Августович ещё в течение года изучал организацию медицинской службы на французском флоте. Весной 1873 года Б. Кёрбер вернулся на родину и после короткого отпуска, 22 июня 1873 года Кёрбер был назначен старшим судовым врачом в IV флотский экипаж «для кампании на фрегате „Князь Пожарский“, отправившемся в заграничное плавание». Это был первый трансатлантический поход первого цельнометаллического российского броненосца. В двухгодичном плавании Б. Кёрберу удалось успешно справиться со вспышкой тифа, возникшей на боевом корабле. В середине XIX века такие эпидемии чаще всего заканчивались гибелью бо́льшей части экипажа. Кёрберу удалось не только локализовать инфекцию, но и обнаружить её связь с пренебрежением санитарными нормами со стороны создателей корабля. Собственно, этих норм в те годы и не существовало. Кёрбер потерял троих матросов, могилы которых и сегодня сохраняются в Англии, на городском кладбище Саутгемптона.
Летом 1874 года на фрегате возникла вспышка другой инфекции, о которой напоминают могилы троих матросов с «Князя Пожарского» на кладбище греческого острова Корфу. Б. Кёрбер дал подробное описание клинической картины у заболевших, и сегодня по ряду признаков можно судить, что ему пришлось столкнулся с не известной ещё на тот момент инфекцией — псевдотуберкулёзом. Заболевание было описано лишь 11 лет спустя.
После возвращения из дальнего похода фрегат «Князь Пожарский» был подвергнут существенным переделкам, а коллежский советник Кёрбер с 10 апреля 1878 года оказался первым медиком — членом кораблестроительного отделения Морского технического комитета. За службу на «Пожарском» 1 января 1876 года он был «всемилостивейше пожалован орденом Св. Станислава II степени».

### Профессор Дерптского университета
В начале 1879 года Б. Кёрбер получил приглашение баллотироваться на должность ординарного профессора и заведующего кафедрой государственного врачебноведения Дерптского университета. Этому предложению предшествовали годы поиска подходящей кандидатуры. В своём обращении к совету университета декан подчеркивал: 

«Замещение кафедры может сделаться весьма трудным, так как от кандидата на эту кафедру требуется столь много, что редко кто-нибудь в состоянии будет вполне удовлетворять всем требованиям».— 
 Предложение он принял, но лишь заручившись одобрением и поддержкой Морского ведомства. После избрания профессором 12 мая 1879 года приказом за № 7 Министра народного просвещения, статский советник Бернгард Кёрбер «был переведен на службу по ведомству Министерства Народного Просвещения с утверждением ординарным профессором Императорского Дерптского университета по кафедре Государственного врачебноведения с оставлением в звании Совещательного Члена кораблестроительного отделения Морского технического Комитета».
Оказалось, что кафедра Государственного врачебноведения существовала уже не первый год, но четкого понимания целей и задач преподавания не существовало. Так, один из предшественников Кёрбера, профессор Г. Самсон фон Гиммельстиерн читал здесь курс судебной медицины для медиков и одновременно для юристов, курс по медицинской полиции, курс по аускультации и перкуссии. Последние же три года преподавание на кафедре практически не велось, а её помещения и штаты были распределены между другими кафедрами. Б. Кёрбер стал читать на этой кафедре курс по санитарному делу с гигиеной, курс по организация здравоохранения и курс по судебной медицине. Правда, все это возникло не сразу. В 1879 году, не было ничего: ни инструментов, ни наглядных пособий, ни учебников ни штатов. Уже во второй половине декабря 1879 года Совет Дерптского университета откомандировал Кёрбера в Петербург на IV съезд русских естествоиспытателей и врачей. В этой поездке он, используя старые связи, нашёл возможность обзавестись кое-каким оборудованием.
Вернувшись в Дерпт, Кёрбер с удвоенной энергией принялся за организацию своей кафедры. Практически все наглядные пособия профессор готовил сам. С целью ознакомления с гигиеническими выставками в Германии в 1882 и 1883 годах он ездил за границу, где воочию убедился, что для преподавания гигиены необходимы специальные музеи. Вскоре такой музей появился и при его кафедре. Часть экспонатов для него Кёрбер был вынужден приобретать за границей, причем нередко на собственные средства. Другие были плодами его собственного труда. Большую помощь в этом ему оказывала сестра жены, известная портретистка Ю. Гаген-Шварц Одним из первых в университете профессор Кёрбер для преподавания своего предмета стал применять фотографию. Отдельные снимки из его коллекции по судебной медицине сохранились до наших дней. В те же годы в музее было положено начало созданию коллекции сухих препаратов (главным образом черепов). Наконец (вновь на личные средства), Б. Кёрбер организовал кафедральную библиотеку. Первыми книгами в ней стали атласы и руководства по судебной медицине и гигиене. В эти же годы кафедра стала активно пополняться новыми инструментами.
Благодаря этим нововведениям Бернгарду Августовичу удалось существенно увеличить число часов для преподавания гигиены. С 1885 года он также стал вести «репетиции по гигиене», на которых преподавал методику экспериментально-лабораторных исследований. Для будущих уездных врачей он организовал цикл практических занятий по гигиене. За восемь лет, начиная с 1881 года полугодовые курсы уездных врачей у Б. Кёрбера прошли 70 слушателей. Конспект его лекций по гигиене, составленный в 1886 году студентом А. Лециусом, свидетельствует о том, что в Дерптском университете в эти годы произошло становление подлинно научной гигиены, подкреплённой новейшими экспериментальными данными, в том числе из области нарождающейся микробиологии. Важно и то, что профессор Кёрбер стремился сделать преподавание гигиены максимально наглядным.

### Организатор двух учебно-научных институтов
В 1888 году в университете был построен новый анатомический корпус, после чего старые помещения кафедры анатомии были отданы в распоряжение двух кафедр — государственного врачебноведения и патологической анатомии. Теперь преподавание судебной медицины было поднято на качественно новый уровень. Лекции часто превращались в показательные демонстрации, которые по ходу дела сопровождались весьма образными комментариями. В научном плане Кёрбер активно разрабатывал судебно-медицинские аспекты черепно-мозговой травмы.
С появлением своих анатомических залов обнаружился дефицит материала для судебно-медицинских вскрытий. Кёрберу удалось организовать доставку трупов для учебных целей из Пскова, Риги, Петербурга и Москвы. В конце концов, результатом многолетней деятельности Кёрбера в этом направлении стала организация первого в России Института судебной медицины.
27 марта 1889 года Высочайшим приказом по Министерству народного просвещения профессор Кёрбер «с ученой целью» на четыре месяца был командирован в Берлин в лабораторию прославленного Роберта Коха, который в этот год впервые начал читать лекции по самой молодой науке — микробиологии. Кёрбер в буквальном смысле «заболел» новой дисциплиной и по возвращении в Дерпт организовал при своей кафедре первую в России микробиологическую лабораторию.
Главным направлением её деятельности стала организация бактериологического контроля продуктов питания. По сути дела это была первая масштабная попытка практического применения микробиологической науки. На базе лаборатории в том же 1889 году им был открыт и первый в России Институт гигиены и микробиологии. В значительной степени он создавался на личные средства Бернгарда Кёрбера. Уже в первый год его работы, во время эпидемии холеры Кёрбер со своими сотрудниками опытным путём определил водный путь распространения возбудителя.
В 1890 году когда появилась уверенность, что оба института состоялись, Бернгард Августович в письме медицинскому факультету с удовлетворением отмечал: 

«…Оба института существуют уже почти два года, оба используются для обучения как студентов, так и уездных врачей»— 

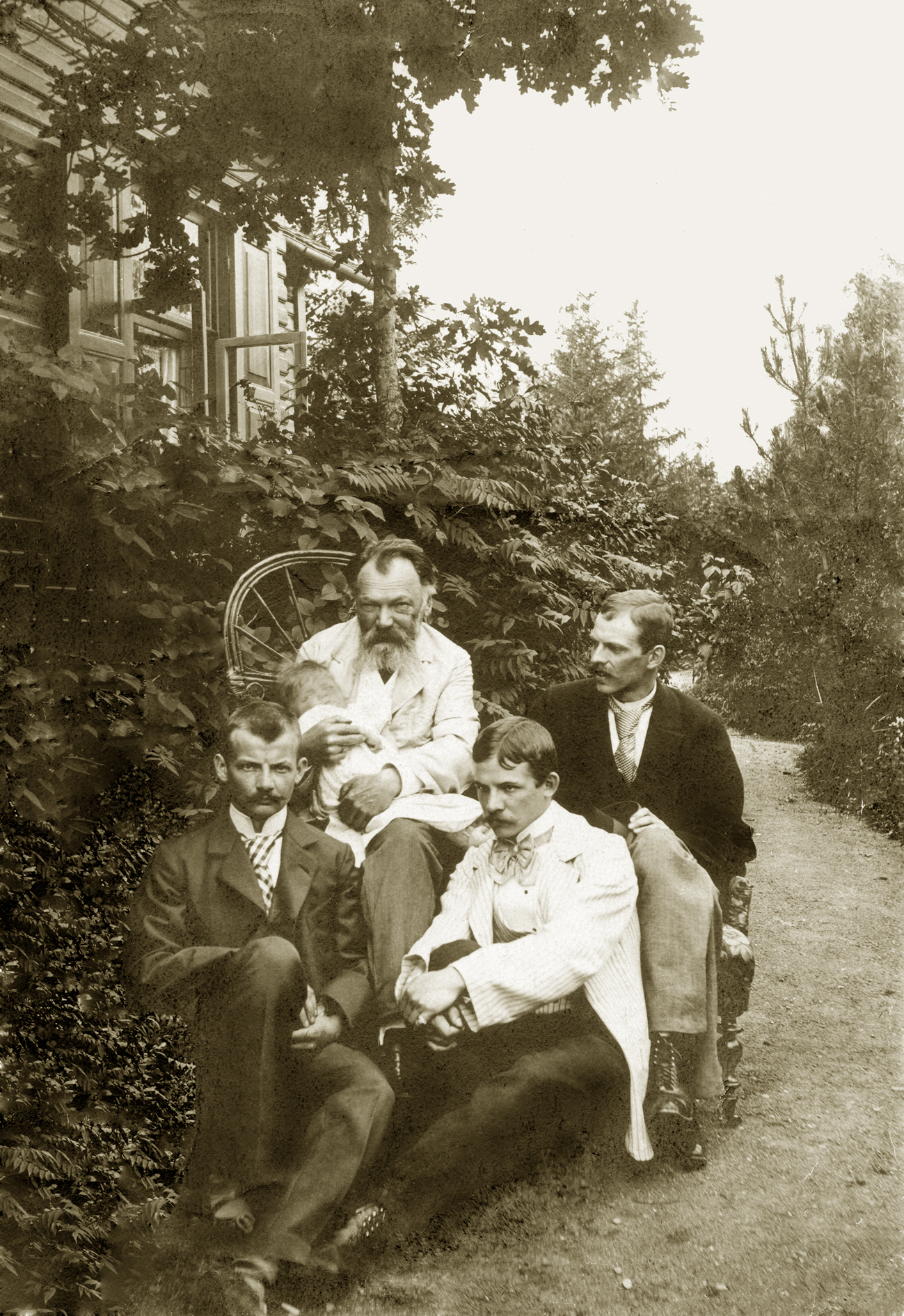
Профессор Бернгард Августович Кёрбер с младшими сыновьями (Удо, Оскар и Эрих). Юрьев, 1912 г.

В 1893 году Дерпт был переименован в Юрьев. С этого времени преподавание в университете велось исключительно на русском языке. Многие преподаватели и профессора были вынуждены оставить университет, однако это не коснулось Бернгарда Августовича. В период с 1893 по 1901 годы уже на русском языке он подготовил и в течение ряда лет читал следующие лекционные курсы:
- Гигиена и медицинская полиция;
- Судебная медицина;
- Судебно-медицинская казуистика;
- Судебно-медицинские вскрытия;
- Судебно-медицинская техника;
- Об исследовании повреждений;
- О симптомах смерти и гниения;
- Школьная гигиена (специальный курс);
- О гигиенических условиях города Юрьева;
- О гигиене городов.

Кроме того, по судебно-медицинской технике вскрытий профессор Кёрбер вел практические занятия .
В 1893 году благодаря четко организованным Б. А. Кёрбером санитарным мероприятиям, по существу впервые, удалось остановить начинающуюся в Юрьеве эпидемию холеры.
За шестнадцать лет работы на посту заведующего кафедрой государственного врачебноведения Бернгарду Августовичу удалось сформировать два независимых научно-педагогических направления. Это послужило основной предпосылкой к её разделению в 1895 году на кафедру судебной медицины под руководством самого профессора Кёрбер и кафедру гигиены, возглавить которую был приглашён московский профессор С. Ф. Бубнов. В новом качестве Б. Кёрбер проработал всего два года и в 1897 году, в связи с достижением 60-летнего возраста был выведен за штат. Его оставили при университете для чтения лекций по судебной медицине и гигиене.
Уже в новом качестве, в 1901 году он организовал ряд научных полемических дискурсов: «Разве канализация города без водоснабжения целесообразна?», «Разве водоснабжение города без канализации целесообразно?», «Принадлежит ли Юрьев к здоровым городам?», «О вывозе нечистот из Юрьева», «О защите почвы г. Юрьева от загрязнений».
На этом этапе деятельности интересы Б. Кёрбера вновь сконцентрировались преимущественно в области гигиены. После С. Ф. Бубнова кафедрой гигиены руководили такие знаменитые учёные, как профессор Г. В. Хлопин, а затем профессор Е. А. Шепилевский. В 1911—1913 гг. на частных университетских курсах по гигиене и бактериологии преподавал будущий академик Н. Ф. Гамалея. Для каждого из них Б. Кёрбер оставался старшим товарищем и добрым помощником.
Оставаясь физически очень крепким и всю жизнь занимаясь зимнем плаванием, к старости у Кёрбер появились признаки нарушения памяти. С неуместным сарказмом в своих воспоминаниях об этом писал В. В. Вересаев. Умер Бернгард Кёрбер 18 мая 1915 года, похоронен в Юрьеве в некрополе Раади (кладбище Вана-Яани), участок P33, место 44.

## Научно-педагогический вклад[12]
- Бернгард Кёрбер оказался среди пионеров в области практического применения статистических методов в медицине и одним из ведущих демографов в Прибалтике. В 1881—1886 гг. под его руководством было выполнено семь диссертаций, посвящённых изучению демографических процессов. Эти работы внесли заметный вклад в развитие демографии в Прибалтике.
- Особого внимания заслуживают труды Б. Кёрбера по морской гигиене, получившие признание у ведущего российского гигиениста А. П. Доброславина, а также за рубежом. Результатом его исследований во время службы на флоте стало признание необходимости участия медицинского специалиста уже на этапе проектирования военных судов. В 1878 году он оказался первым из медиков, включёных в состав кораблестроительного отделения Морского технического комитета.
- В практике высшей медицинской школы Б. Кёрбер одним из первых стал преподавать методику экспериментально-лабораторных исследований, а также оказался пионером во внедрении наглядных методов обучения.
- Профессор Кёрбер основал два учебно-научных института: судебно-медицинский и гигиенический. Каждый из институтов оказался одним из первых в России в своём профиле.
- Первым в России Б. Кёрбер стал читать курс по школьной гигиене, выделившейся спустя годы в самостоятельную дисциплину.
- Как верный ученик профессора Р. Коха Бернгард Августович был искренним сторонником его «водной» теории, что соответствовало самым современным течениям в микробиологии, хотя не нашло поддержки среди гигиенистов школы М. Петтенкофера. В этом ключе с 1890 по 1894 гг. под руководством Б. Кёрбера было выполнено более двух десятков диссертаций. В шестнадцати из них применялись исключительно бактериологические методики. Всего под руководством Б. Кёрбера было завершено 28 диссертаций по гигиене. Главные научные работы его учеников относились к изучению гигиенических условий Дерпта. Известны работы Эбербаха, Лосского, Кека, Тартарова, Братановича, Геймана, Волосинского, Зеегрена, Хазанова. Крупнейшими из них являются работы самого Б. Кёрбера: «Эпидемия холеры в Дерпте осенью 1893 г.» (1895) и «Город Дерпт (Юрьев) в статистическом и гигиеническом отношениях» (1902).

Одним из учеников Б. Кёрбера был профессор-гигиенист, демограф, академик АМН СССР Захарий Григорьевич Френкель, который вначале 90-х годов, будучи студентом, некоторое время даже подрабатывал домашним учителем младших сыновей Кёрбера. О жизни в семье профессора З. Г. Френкель рассказал в своих воспоминаниях.
Не менее известным оказался ассистент «гигиенического института проф. Кёрбера» (как он негласно назывался) Александр Александрович Владимиров — впоследствии профессор, директор Ленинградского института экспериментальной медицины. В отличие от большинства других кафедр университета почти все преподаватели гигиены на кафедре государственного врачебноведения были воспитанниками Б. Кёрбера и уроженцами Прибалтики.
- К судебно-медицинским вопросам относились работы учеников Кёрбера: Кнорре (переломы черепа), Гейдера (внезапная смерть после истязаний), М. Венделя (детоубийство), Г. Венделя (смерть вследствие огнестрельных ран), Маркусона (смерть вследствие отравления).
- Профессор Кёрбер стал автором технологии судебно-медицинских вскрытий детских трупов.
- Собственные труды профессора Кёрбера, хотя и немногочисленные, отличаются глубиной, тщательностью проработки темы и высокой степенью актуальности. Они посвящены в равной степени микробиологии, гигиене и судебно медицине. Можно перечислить полтора десятка его монографий, но все они мало известны в России, поскольку издавались на немецком языке.

## Избранные научные труды
- Körber B. Beiträge zur Kenntniss des Ueberganges der Kalk- und Magnesiasalze ins Blut /Inaugural dissertation. — Dorpat, 1861. — P. 47.
- Körber B. Biostatik der im Dörptschen Kreise gelegenen Kirchspiele Ringen, Randen, Nüggen und Kawelecht. In den Jahren 1834-1859. — Dorpat, 1864. — P. 50.
- Кёрбер Б. А. Очерк командировки для подания помощи раненым в Прусско-Французской войне 1870 г. — Медицинские прибавления к Морскому сборнику. — 1871, № 11.
- Кёрбер Б. А. Медицинские заметки во время Франко-Германской войны 1870 г. — Медицинские прибавления к Морскому сборнику. — 1873, № 14.
- Кёрбер Б. А. Донесение д-ра Кёрбера из Мангейма о поездке в Порт-а-Мусон, Ремильи-Сент, Мари-о-Шен и Корни» от 26.10.1870 г. — Медицинские прибавления к Морскому сборнику. — 1874, № 16.
- Кёрбер Б. А. Донесение д-ра Кёрбера о путешествии из Ремильи в Версаль и пребывании при первом санитарном отряде V корпуса» от 23.11.1870 г. — Медицинские прибавления к Морскому сборнику. — 1874, № 16.
- Кёрбер Б. А. Оспенная эпидемия в Кронштадте. — Медицинские прибавления к Морскому сборнику. — 1868.
- Кёрбер Б. А. О физическом исследовании молодых матросов. — 1870.
- Кёрбер Б. А. Исследования температуры в кочегарке после перестройки на фрегате «Князь Пожарский». — 1870, 1876, 1877.
- Кёрбер Б. А. О вентиляции судов.
- Кёрбер Б. А. Исследование воздуха посредством определения углекислоты.
- Кёрбер Б. А. Об устройстве лазарета на фрегате «Князь Пожарский».
- Кёрбер Б. А. О вентиляции кочегарной фрегата «Князь Пожарский».
- Körber B. Die Cholera-Epidemie des Jahres 1893 in Jurjew. — Jurjew: C. Mattiesen, 1894. — P. 56.
- Körber B. Die Choleraepidemie in Dorpat im Herbst 1893. — Leipzig: Veit, 1895. — P. 161—224.
- Körber B. Gerichtsarztliche Studien uber Schadelfracturen nach Einwirkung stumpfer Gewalten. — Leipzig: Vogel, 19--. — P. 545—580.
- Körber B. Hygienische und biostatische Bemerkungen im Anschluss an die letzte Volkszahlung in Dorpat am 29. Dezember 1881 /Vortrag gehalt im Dorpater  Handwerker-Verein von B. Korber. — Dorpat, 1882.
- Körber B. Die Sections-Technik fur neugeborene Kinder. — Dorpat: Schnakenburg, 1888.
- Körber B. Die Stadt Dorpat (Jurjew) in statistischer und hygienischer Beziehung. — Jurjew : [s.n.], 1902. — P. 221—222.
- Körber B. Verzeichniss der Zeitschriften aus dem Gebiete der Naturwissenschaft und Medicin / welche in den Bibliotheken der Universität und Institute der medicinischen und phisico-mathematischen Facultät, Naturforscher-Geselschaft und des Veterinair -Instituts. — Dorpat, 1887. — P. 16.
- Körber B. Warum blieb Dorpat 1892 von der Cholera verschont? : zwei populär-wissenschaftliche Vorträge, gehalten im Dorpater Handwerker-Verein im Januar 1893. — Dorpat : [s.n.]: C. Mattiesen, 1893.
- Körber B. Lynschjustiz an Pferdedieben in dem Ostseeprovinzen. — Dorpat, 1888.
- Körber B. Ueber Lynchjuetiz. — Vierteljahrechrift. — Vol. 39.
- Körber B. Durch-schnittemasse Neugeborener und ihre Lebenefahigkeit. — Vierteljahrechrift. — Vol. 40.
- Körber B. Tod durch Sauerstoff mangel. — Vierteljahrechrift. — Vol. 42.
- Körber B. Sectioiwtechnik an Neugeborenen. — Dorpat, 1888.
- Körber B. Schultzsche Schwingungen Tod dee Ktndes. — Pet. med. Woch. — 1892.
- Körber B. Vertheilung der Bacterionkolonien in Essmarchschen Rollrohrchen. — Oholeraepidemie in Dorpat. — Vol. XVI-XIX.

## Семья
- жена: Берта ур. Хаген (нем. Gotton Berta Auguste Hagen; 18.11.1838 — 23.02.1912) — дочь художника, представителя фламандской школы пейзажной живописи Августа Маттиаса Хагена.
  - сын Людвиг Бернгардович (нем. Ludwig August Bernhard von Körber; 19.04.1863 — 09.04.1919) — вице-адмирал;
  - сын Оскар Бернгардович (нем. Oskar Carl von Körber; 27.11.1874 — 26.03.1946) — историк, генеалог, один из ведущих исследователей немецко-балтийских родов Ингрии и стран Балтии;
  - сын Удо Бернгардович (нем. Udo Conrad von Körber; 14.07.1876 — 06.02.1929) — инженер-химик, выпускник Рижского политехнического института, начальник химической лаборатории Ижорского завода;
  - сын Эрих Бернгардович (нем. Erich Conrad von Körber; 16.03.1878 — 1934) — лесной инженер, выпускник Мюнхенского университета. Главный лесничий всех имений князей Долгоруковых в Черниговской губернии;
- жена: Луиза Генриетта Вальдман (с 30 марта 1914 г.) (нем. Luise Henriette Waldmann);

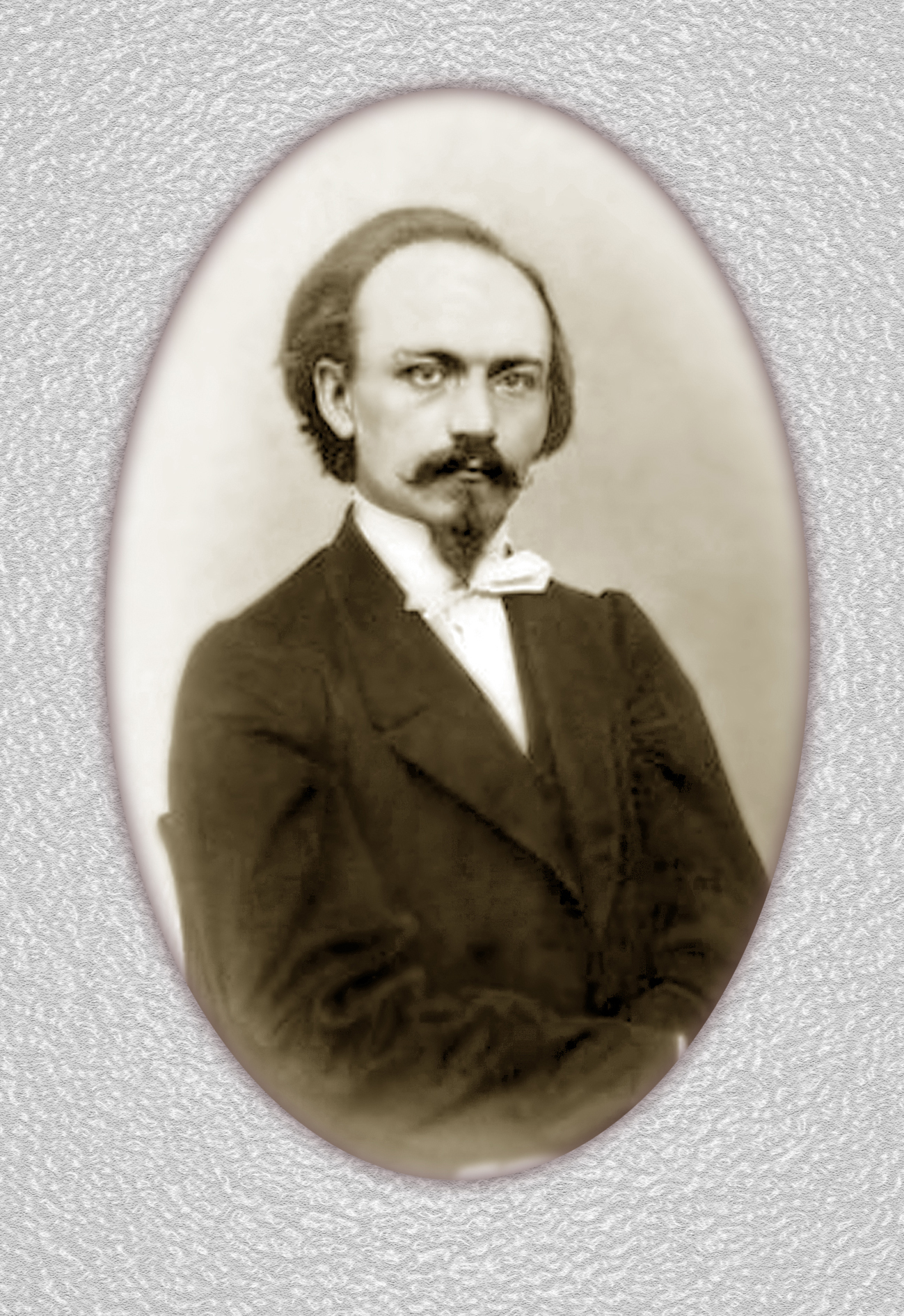
Eduard Körber

- брат: Эрнст Фридрих Эдуард Кёрбер (13.11.1838, Вынну — 1869, Михайловское (Северная Осетия)) — доктор медицины, выпускник Дерптского университета. Автор открытия фетального гемоглобина. В своей диссертации 1866 года «Ueber Differenzen des Blutfarbstoffes» («О различиях в пигменте крови»)[20] впервые показал, что гемоглобин только что родившегося ребёнка гораздо устойчивее к действию кислот и щелочей чем гемоглобин взрослого человека, или даже ребёнка, но более старшего возраста. Метод определения устойчивости фетального гемоглобина к денатурации щелочью сохранился под названием «метод Кёрбера». Открытие гемоглобина «F» имело существенное значение для практической неонатологии и судебной медицины, однако его традиционно приписывают старшему брату Эрнста Кёрбера — профессору Б. А. Кёрберу[21]. Возможно, это связано с тем, что сам Эрнст Фридрих больше ничем не прославился, поскольку сразу после окончания университета получил назначение в Военное ведомство, был направлен на Кавказ на войну с горцами, где вскоре скончался от тифа.

## Награды
- Орден Святого Станислава 2-й степени (1876)
- Орден Святой Анны 2-й степени (1882)
- Орден Святого Владимира 4-й степени (1911)
- Прусский орден Короны IV класса (1872)